# Krucha Turnia

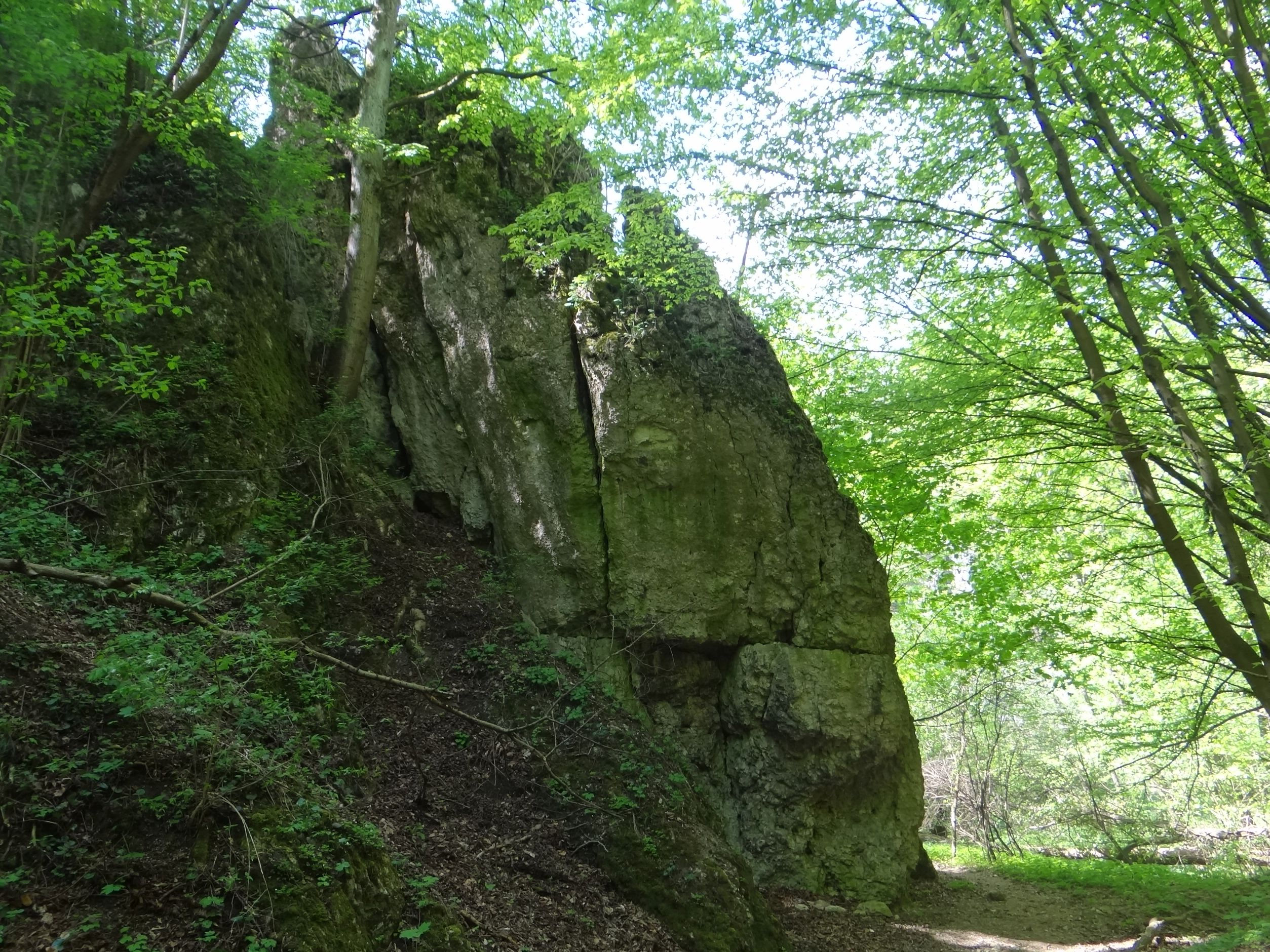

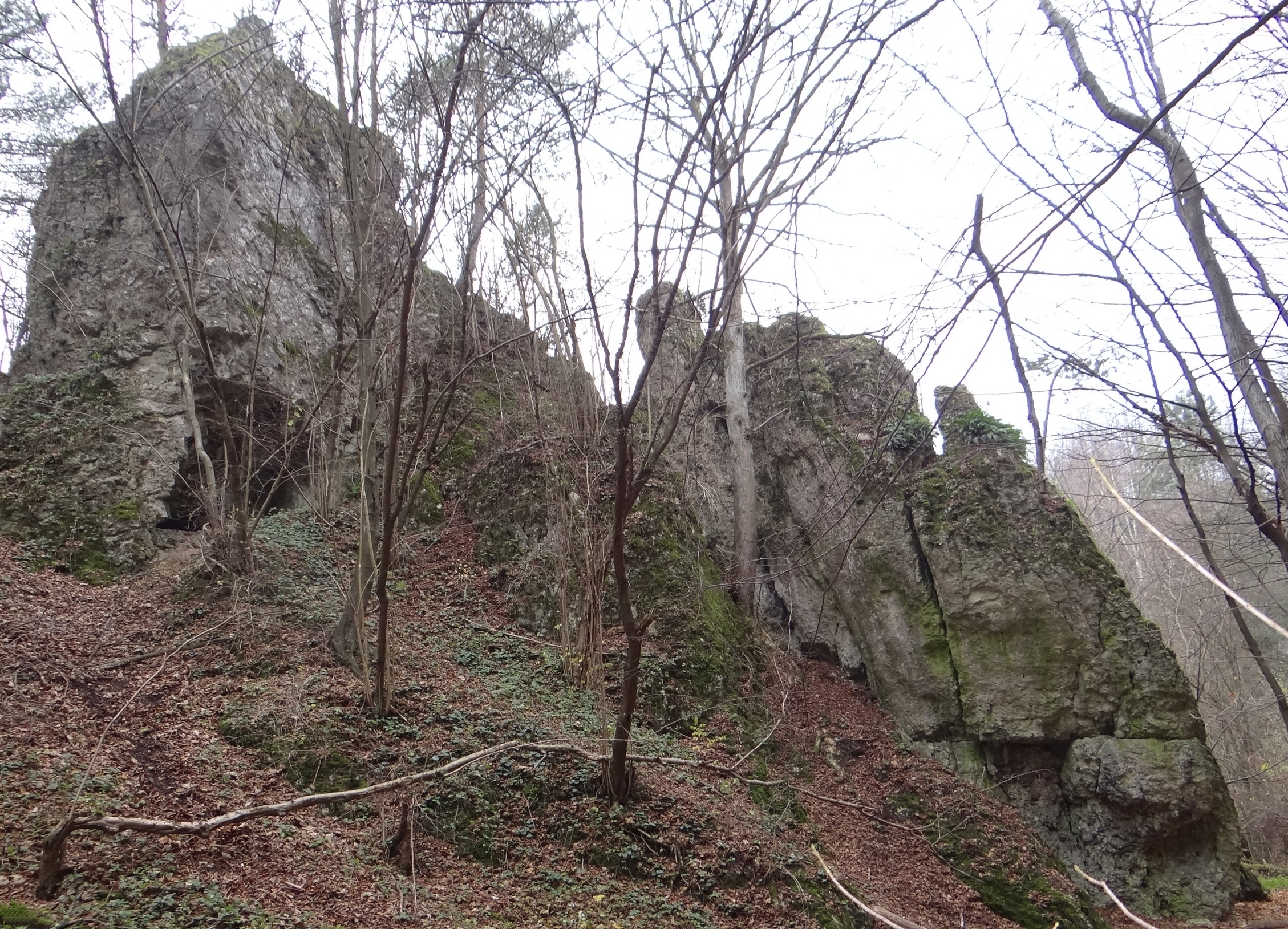

Krucha Turnia – skała w Dolinie Kobylańskiej na Wyżynie Olkuskiej, w miejscowości Kobylany, w gminie Zabierzów, powiecie krakowskim, województwie małopolskim. Znajduje się w środkowej części jej orograficznie lewych zboczy, w wylocie niewielkiego bocznego jaru. Znajduje się w lesie i ze szlaku wiodącego dnem Doliny Kobylańskiej jest niewidoczna, ale nieco poniżej niej jest skała Płetwa, dobrze widoczna z tego szlaku. Naprzeciwko Kruchej Turni, w przeciwległych zboczach suchego jaru uchodzącego do Doliny Kobylańskiej znajduje się Tarasowata Turnia.
Zbudowana z wapieni skała ma wysokość 9–12 m i ściany z filarem. Wspinacze skalni zaliczają ją do Grupy Płetwy. Na jej południowej i południowo-wschodniej jest 7 starych dróg wspinaczkowych o trudności od III do VI.2 w skali Kurtyki. Tylko jedna z nich ma zamontowane punkty asekuracyjne – 3 ringi (r) i stanowisko zjazdowe (st).
W Kruchej Turni znajdują się 2 obiekty jaskiniowe: Okap za Kruchą Turnią i Szczelina w Kruchej Turni.

## Drogi wspinaczkowe
Krucha Turnia I
1. Rysa Kruchej; VI+, 10 m
2. Krucha litość; 3r + st, 8 m
3. Rampa Kruchej; VI, 9 m

Krucha Turnia II
1. Lewy filar Kruchej; V+, 7 m
2. Komin Kruchej; III, 8 m
3. Depresja Kruchej; III, 8 m
4. Prawy filar Kruchej; IV, 8 m[2].